# Євген фон Люксардо
Євген фон Люксардо (1 вересня 1867 — 27 січня 1934) — австрійський лейтенант фельдмаршал брав участь у визволенні Донбасу від більшовиків навесні 1918 року командуючи 34-ї піхотної дивізії .
Народився 1 вересня 1867 року в комуні Марія-Енцерсдорф.
Командуючи 34-ї піхотної дивізії Збройних сил Австро-Угорщини в квітні 1918 року він звільнив від більшовиків Чаплине — Межову — Покровськ — Очеретине — Горлівку — Бахмут.